# Przystań (Węgorzewo)
Przystań (deutsch Pristanien, 1938 bis 1945 Paßdorf) ist ein Dorf in der polnischen Woiwodschaft Ermland-Masuren, das zur Stadt- und Landgemeinde Węgorzewo (Angerburg) im Powiat Węgorzewski (Kreis Angerburg) gehört.

## Geographische Lage
Przystań liegt im Nordosten der Woiwodschaft Ermland-Masuren am Westufer des Mauersees (polnisch Jezioro Mamry), sieben Kilometer westlich der Kreisstadt Węgorzewo (Angerburg).

## Geschichte
Das vor 1785 Paß, nach 1818 Przystanien und dann bis 1938 Pristanien genannte Dorf wurde 1874 als eigenständiger Gutsbezirk in den neu errichteten Amtsbezirk Steinort (polnisch Sztynort) eingegliedert. Dieser gehörte bis 1945 zum Kreis Angerburg im Regierungsbezirk Gumbinnen der preußischen Provinz Ostpreußen. Seit 1874 gehörten die beiden Wohnplätze Mauerwald (polnisch Mamerki) und Stein (Kamień) zu der Gutsgemeinde, in der im Jahr 1910 insgesamt 121 Einwohner registriert waren. Ihre Zahl stieg bis 1925 auf 151, bis 1933 auf 262 und bis 1939 auf 377.
Am 17. Oktober 1928 hatten sich die beiden Gutsbezirke Pristanien und Stawken (polnisch Stawki) zur neuen Landgemeinde zusammengeschlossen, die am 3. Juni (amtlich bestätigt am 16. Juli) des Jahres 1938 in „Paßdorf“ umbenannte.
Im Jahre 1945 kam der Ort in Kriegsfolge mit dem südlichen Ostpreußen zu Polen und erhielt die polnische Namensform „Przystań“. Er gehört heute zum Schulzenamt (polnisch Sołectwo) Stawki (Stawken, 1938 bis 1945 Staken) und ist mit seinen derzeit 80 Einwohnern eine Ortschaft im Verbund der Stadt- und Landgemeinde Węgorzewo im Powiat Węgorzewski, vor 1998 der Woiwodschaft Suwałki, seither der Woiwodschaft Ermland-Masuren zugehörig.

## Masurischer Kanal
Südlich von Przystań bei Mamerki (Mauerwald) zweigt der Masurische Kanal (polnisch Kanał Mazurski) vom Mauersee ab und verläuft durch den Rehsauer See (polnisch Jezioro Rydzówka) in  nordwestlicher Richtung bis nach Druschba (deutsch Allenburg), wo er in die Alle (russisch Lawa) einfließt, nachdem er bei Brzeźnica (Birkenfeld) die polnisch-russische Staatsgrenze passiert hat.

## Religionen
Bis 1945 war Pristanien in die evangelische Kirche Engelstein in der Kirchenprovinz Ostpreußen der Kirche der Altpreußischen Union und in die katholische Kirche Zum Guten Hirten in Angerburg im Bistum Ermland eingepfarrt. 
Heute gehören die evangelischen Kirchenglieder zur Kirche in Węgorzewo, einer Filialkirche der Pfarrei in Giżycko (Lötzen) in der Diözese Masuren der Evangelisch-Augsburgischen Kirche in Polen, während die Katholiken nun das einst evangelische  Gotteshaus in Węgielsztyn (Engelstein) als ihre Pfarrkirche nutzen. Sie ist dem Bistum Ełk (Lyck) der Römisch-katholischen Kirche in Polen zugeordnet.

## Verkehr
Przystań liegt verkehrsgünstig unweit der Woiwodschaftsstraße 650, von der eine Nebenstraße nach Kamionek Wielki (Ziegelei Steinort)und weiter bis Radzieje (Rosengarten) abzweigt.
Przystań ist Bahnstation an der nicht mehr im regulären Betrieb befindlichen Bahnstrecke Kętrzyn–Węgorzewo (Rastenburg–Angerburg).